# Собор святых земли Эстонской
Собо́р святы́х земли́ Эсто́нской (также Собор Святых, в земле Эстонской просиявших, Собор Эстонских святых, эст. Eestimaa Pühakute kogu) — православный праздник (собор).
Установлен в Русской православной церкви и Эстонской православной церкви Московского патриархата в честь православных святых, чья жизнь была связана с Эстонией. Совершатся 18 ноября (1 декабря по новому стилю).

## История
Собор был установлен 22 июля 2002 года указом патриарха Московского и всея Руси Алексия II по ходатайству митрополита Таллинского и Эстонского Корнилия.
Согласно указу была написана и икона «Собор святых земли Эстонской», которая находится в Таллинском Александро-Невском кафедральном соборе. На иконе, кроме святых, изображены явление Божией Матери недалеко от будущего Пюхтицкого монастыря, почитаемая икона Успения Божией Матери, хранящаяся в монастыре, Успенский собор монастыря и таллинский Александро-Невский кафедральный собор. Существуют и другие иконографии праздника.
Были составлены литургические тексты, в том числе канон, в котором упоминаются имена 17 святых, которых можно разделить на три группы по времени их подвига: первая — древнейшие подвижники Православия, вторая — продолжатели благочестивых подвигов времён Российской империи; третья группа — новомученики и исповедники, пострадавшие от рук советской власти.
Впервые празднование Собора святых, в земле Эстонской просиявших, состоялось 21 декабря 2002 года в Таллинском кафедральном соборе Александра Невского. Богослужение совершил митрополит Таллинский и всея Эстонии Корнилий в сослужении духовенства Эстонской церкви Московского патриархата. С тех пор подобные службы проходят ежегодно.

## Список святых
- Благоверный великий князь Александр Невский, в схиме Алексий († 1263, память 30 августа, 23 ноября)
- Священномученик Исидор Юрьевский и с ним 72 пострадавшие († 1472, память 8 января)
- Преподобная Васса Псково-Печерская († ок. 1473, память 19 марта)
- Преподобный Иона Псково-Печерский († ок. 1480, память 29 марта)
- Преподобный Серапион Псковский, Спасо-Елеазаровский († 1482, память 15 мая, 7 сентября)
- Преподобномученик Корнилий Псково-Печерский († 1570, память 20 февраля)
- Священномученик Арсений (Мацеевич), митрополит Ростовский († 1772, память 28 февраля)
- Праведный Иоанн Кронштадтский, протоиерей, чудотворец († 1908, память 20 декабря)
- Священномученик Иоанн Кочуров († 1917, память 31 октября)
- Священномученики Александр Волков и Димитрий Чистосердов Ивангородские († 1918, память 26 декабря)
- Священномученик Сергий Флоринский, Раквереский († 1918, память 17 декабря, 19 июня)
- Священномученики Платон (Кульбуш), епископ Ревельский, Михаил Блейве и Николай Бежаницкий, протоиереи († 1919, память 1 января)
- Святитель Агафангел (Преображенский), исповедник, митрополит Ярославский († 1923, память 3 октября)
- Священномученик Николай Сиймо, пресвитер Кронштадтский († 1931, память 5 апреля)
- Священномученик Карп Эльб († 1937, память 11 сентября)